# 岩利
岩利（いわり）は、岐阜県岐阜市の大字・町丁。町丁部の現行行政地名は岩利1丁目から岩利7丁目。郵便番号501-1102。

## 地理
北は山県市梅原、東は彦坂、南は彦坂川北、南西は安食、西は佐野に隣接している。

## 小字
小字は以下の通り。
- 山後（やまうしろ）
- 角田（すみだ）
- 洞前（ぼらまえ）
- 森東（もりひがし）
- 本郷前（ほんごうまえ）
- 市場下（いちばした）
- 仲之町（なかのちょう）
- 壱町田（いっちょうだ）
- 赤尾（あかお）
- 北洞前（きたぼらまえ）
- 清水ヶ平（しみずがひら）
- 高部（たかべ）
- 佐野口（さのぐち）
- 本郷（ほんごう）
- 用洞（ようぼら）
- 東山（ひがしやま）
- 北洞（きたぼら）
- 円山（まるやま）
- 西山（にしやま）
- 本郷山（ほんごうやま）

## 歴史
江戸期は岩利村であり、美濃国方県郡のうち。はじめ加納藩領、のち幕府領となり、宝永2年からは高富藩領となる。村高は「慶長郷牒」「元和領知改帳」「正保郷帳」ともに819石余、「天保郷帳」「旧高旧領」は837石余。明治4年の村明細帳の戸数77・人口369、馬10、神社は八幡宮・天神宮・稲荷宮・若宮八幡宮2社、寺院は禅宗の慈眼寺・長泉寺・安楽寺・成功院・仙桃院・薬師庵、浄土真宗正蓮寺がある。「町村略誌」の戸数83・人口416。天保9年高富藩江戸藩邸類焼の際、石谷・岩利村の地主が作徳米59石余を質物として、岐阜下竹屋町渡辺甚吉より金500両を借用して上納したという（県史）。当村は伊自良川最上流の船付場で、荷物問屋1軒・運船12～13艘・通運会社1があったが、明治29年の大洪水以降船運はさびれた。明治4年岐阜県に所属。同30年方県村の大字になる。

### 年表
- 1871年（明治4年） - 岐阜県に所属。
- 1897年（明治30年）4月1日 - 町村制施行し、安食村、佐野村、岩利村、彦坂村、石谷村が合併し稲葉郡方県村が発足。方県村大字岩利となる。
- 1950年（昭和25年）8月20日 - 市橋村、茜部村、 鶉村、黒野村、方県村が岐阜市に編入。岐阜市岩利となる。

## 小・中学校の学区
市立小・中学校に通う場合、学区は以下の通りとなる。
| 地域   | 小学校             | 中学校             |
| ------ | ------------------ | ------------------ |
| 岩利   | 岐阜市立方県小学校 | 岐阜市立岐北中学校 |
| 一丁目 | 岐阜市立方県小学校 | 岐阜市立岐北中学校 |
| 二丁目 | 岐阜市立方県小学校 | 岐阜市立岐北中学校 |
| 三丁目 | 岐阜市立方県小学校 | 岐阜市立岐北中学校 |
| 四丁目 | 岐阜市立方県小学校 | 岐阜市立岐北中学校 |
| 五丁目 | 岐阜市立方県小学校 | 岐阜市立岐北中学校 |
| 六丁目 | 岐阜市立方県小学校 | 岐阜市立岐北中学校 |
| 七丁目 | 岐阜市立方県小学校 | 岐阜市立岐北中学校 |

## 世帯数と人口
2018年（平成30年）4月1日現在の世帯数と人口は以下の通りである。
| 大字・丁目 | 世帯数 | 人口  |
| ---------- | ------ | ----- |
| 岩利       | 60世帯 | 167人 |
| 岩利2丁目  | -      | 7人   |
| 岩利3丁目  | -      | 31人  |
| 岩利6丁目  | 10世帯 | 26人  |
| 岩利7丁目  | -      | 7人   |
| 計         | 83世帯 | 238人 |

## 施設
- 岩利公民館
- 岩利洞公民館
- 岩利公園
- 岐阜県方県農業センター
- 岩利リサイクルセンター
- 正蓮寺
- 成功院
- 慈眼寺
- 安楽寺
- 長泉寺
- 八幡神社

## 交通

### 道路
- 主要地方道
  - 岐阜県道91号岐阜美山線

### バス
- 山県市ハーバス[7]
  - 岐大病院線
    - (岐阜大学病院) - 岩利 - (山県バスターミナル)